# Рогинский, Симон Залманович
Си́мон За́лманович Роги́нский (12(25) марта 1900, Паричи, Бобруйский уезд, Минская губерния, Российская империя — 5 февраля 1970, Москва) — советский физико-химик, член-корреспондент АН СССР (1939).

## Биография
Родился в 1900 году в Паричах (ныне Гомельская область, Республика Беларусь). Сын лесопромышленника Залмана Гиршевича Рогинского.
Окончил Екатеринославский (Днепропетровский) университет (1922). Закончил аспирантуру Института физической химии Академии наук УССР (1923—1926) у академика Л. В. Писаржевского. Преподавал в Днепропетровском горном институте, а с 1926 году в Ленинградском политехническом институте. В 1928 г. Симон Залманович переехал в Ленинград и начал работать в Государственной физико-технической лаборатории ВСНХ СССР, которая вскоре была преобразована в Ленинградский физико-технический институт (ЛФТИ). С 1930 года работал в Институте химической физики АН СССР. Член-корреспондент АН СССР (1939). 22 октября 1940 г. Президиум АН СССР создал Комиссию по изотопам из 14 ученых под председательством академика В.И. Вернадского. С. З. Рогинский вошёл в состав этой Комиссии. В 1941 году за успешные работы в области катализа получил Сталинскую премию. В 1941 г. —1961 г. С. З. Рогинский работал в Институте физической химии АН СССР, с 1943 г. выполняя работу в рамках Атомного проекта. Участвовал в советской атомной программе, в 1949 году секретными указами правительства в группе разработчиков первой советской ядерной бомбы был награждён орденом Трудового Красного Знамени и Сталинской премией II степени (с формулировкой «за руководство работами по нейтрализации и адсорбированию радиоактивных осколков»). Но в 1950 году был лишен допуска к секретным делам и снят с заведования созданным им отдела радиохимии ИФХАН СССР. После этого продолжил исследования поверхностных явлений в катализе в ИХФ АН СССР.
Одним из первых в мире совместно с А. Б. Шехтер (своей женой) и И. И. Третьяковым применил электронную микроскопию для изучения поверхности катализаторов.
Предложил экспериментальный метод выявления неоднородности поверхности и механизма взаимодействия между молекулами (дифференциальный изотопный метод Рогинского — Кейер).
Занимался преподавательской работой. В 1943—1952 годах — заведующий кафедрой Московского института химического машиностроения.

## Семья
- Брат — Гирша Залманович Рогинский, психолог.
- Брат — Борис Залманович (Соломонович) Рогинский (1905, Речица — 1951, Ленинград)[2], инженер.
- Племянник — Арсений Борисович Рогинский, историк и правозащитник.

## Награды и премии
- 2 ордена Трудового Красного Знамени (10 июня 1945; 29 октября 1949)
- медали
- Сталинская премия II степени (13 марта 1941) — за научные работы по теории катализа: «Природа каталитической активности платины», «Теоретические основы гетерогенного катализа», «О кинетике топохимических реакций», «Кинетика превращения парцеллированных тел», опубликованные в 1936—1940 годах
- Сталинская премия II степени (1949) — за руководство работами по нейтрализации и адсорбированию радиоактивных осколков

## Память
Его именем названа улица в посёлке Паричи.